# Оля Иваницки
Оля (Олга) Иваницки (на сръбски: Оља (Олга) Ивањицки) e сръбска художничка, скулпторка и поетеса.

## Биография
Родена е на 10 май 1931 г. в Панчево, Кралство Югославия. Нейните родители са руски емигранти. Учи в Академията за изящни изкуства в Белград, където завършва през 1957 г. Същата година е единствената жена съосновател на MEDIALA Белград – група от художници, писатели и архитекти, сред които са Леонид Шейка, Владимир Величкович, Любомир Попович, Миодраг Джурич. През 1962 г. получава стипендия от фондация „Форд“, за да специализира в Съединените американски щати, а през 1978 г. е избрана за специализация по програма „Фулбрайт“ в Училището по дизайн в Роуд Айлънд.
Автор е на над 90 самостоятелни изложби и участва в редица национални и международни общи изложби. Творчеството ѝ е повлияно от символизма, сюрреализма, попарт и фантастичното изкуство. През 1988 г. получава Вукова награда и Седмоюлска награда, а по-късно и наградата „Карич“.
Умира на 24 юни 2009 г. в Белград след операция на сърцето. Погребана е на 27 юни 2009 г. в Алеята на заслужилите граждани на Новите белградски гробища.